# Miloš Dragaš
Miloš Dragaš (serbisch-kyrillisch Милош Драгаш; * 11. Juni 1990 in Priboj) ist ein serbischer Handballspieler.
Der 2,01 m große und 110 kg schwere linke Rückraumspieler läuft für AHC Potaissa Turda auf und spielt für die serbische Männer-Handballnationalmannschaft.

## Karriere
Miloš Dragaš begann in seiner Heimatstadt beim RK Priboj mit dem Handballspiel. Über Lokomotiva Brčko kam er zum RK Metaloplastika Zorka Keramika, mit dem er im EHF-Pokal 2010/11 antrat. Im November 2012 wechselte er zum mazedonischen Verein RK Vardar Skopje, mit dem er 2013 mazedonischer Meister wurde sowie im EHF Europa Pokal 2012/13 spielte. Im September 2013 kehrte er nach Šabac zurück, wo er das Finale im EHF Challenge Cup 2013/14 gegen IK Sävehof verlor. Mit 50 Toren wurde er zweitbester Torschütze des Wettbewerbs hinter Teemu Tamminen (52). Im Sommer 2014 wechselte er in die deutsche Bundesliga zum Bergischen HC. Sein bis 2017 laufender Vertrag mit dem BHC wurde am 28. Dezember 2015 aufgelöst. Er steht bei AHC Potaissa Turda unter Vertrag.
Miloš Dragaš steht im erweiterten Aufgebot der serbischen Nationalmannschaft. So kam er in der Qualifikation zur Europameisterschaft 2014 zum Einsatz, wurde aber für das Endturnier nicht berücksichtigt. Bisher bestritt er 25 Länderspiele.